# Piotrkówek (Mazovie)
Pour les articles homonymes, voir Piotrkówek.
Piotrkówek (prononciation : [pjɔtrˈkuvɛk]) est un village polonais de la Słubice dans le powiat de Płock de la voïvodie de Mazovie dans le centre-est de la Pologne.
Il se situe à environ 2 kilomètres au nord-est de Słubice (siège de la gmina), 26 km au sud-est de Płock (siège du powiat) et à 74 km à l'ouest de Varsovie (capitale de la Pologne).

## Histoire
De 1975 à 1998, le village appartenait administrativement à la voïvodie de Płock.